# 三甲基硅基五羰基锰
三甲基硅基五羰基锰是一种有机锰化合物，化学式为(CH3)3SiMn(CO)5。它可由三甲基氯硅烷和五羰基合锰酸钠在四氢呋喃中反应得到，或由三甲基硅烷和十羰基二锰反应制得：
(CH3)3SiCl + NaMn(CO)5 → (CH3)3SiMn(CO)5 + NaCl
2 (CH3)3SiH + Mn2(CO)10 → 2(CH3)3SiMn(CO)5 + H2
它不能被水浸润，因此水解较为缓慢，但它可以迅速醇解，生成五羰基合锰酸：
(CH3)3SiMn(CO)5 + CH3OH → (CH3)3SiOCH3 + HMn(CO)5
它和四氟乙烯在紫外光下反应，得到(CH3)3SiCF2CF2Mn(CO)5；和碘反应，得到(CO)5MnI。